# Italienska
Italienska (italienska: lingua italiana) är ett romanskt språk inom den indoeuropeiska språkgruppen och talas av ungefär 67,8 miljoner människor, varav de flesta i Italien, vilket gör italienska till det 25:e mest talade språket i världen. Den italienska som talas idag är till stora delar baserad på toskanska dialekter och kan sägas vara ett mellanting av dialekterna som talas i Italiens södra delar och de norra delarnas galloromanska dialekt. Den sedan länge etablerade toskanska språkstandarden har de senaste årtiondena börjat bli influerad av den typ av italienska som talas i Milano, Italiens ekonomiska nav.

## Historik
Det italienska språket är ett romanskt språk, och har som sådant utvecklats ur vulgärlatinet.
Italienskans historia är komplex. De äldsta texterna som i någon mening kan kallas italienska (i kontrast till italienskans föregångare vulgärlatin) är några juridiska anteckningar från regionen Benevento, daterade till c:a 960–963 e.Kr. Italienskan fick sitt genombrott som litterärt språk på 1300-talet med de tre stora författarna Dante Alighieri och hans stora diktepos Divina Commedia, Francesco Petrarca med sin lyrik samlad i Canzoniere och Giovanni Boccaccio med sin stora novellsamling Decamerone.  Det poetiska språket var influerat både av den sicilianska poesin vid Fredrik II:s hov och den provensalska trubadurlyriken. Efter en lång språkstrid beslöt man under början av 1500-talet att basera italienskan på dessa tre stora förebilder, enligt förslag från humanisten Pietro Bembo. Detta innebar en definitiv normering av italienskan.

## Dialekter
Även om toskanskan sedan länge är den etablerade språkstandarden, finns det i Italien stora regionala avvikelser hur italienska talas. En bidragande orsak till dialekternas diversifiering ligger säkerligen i nationen Italiens relativt unga ålder och de italienska regionernas tidigare status som självständiga stater. Det talade språket på lokal ort kan vara så avvikande från standarditalienskan att man kan prata om tvåspråkighet på sina håll. Det innebär att man har en dialektal italienska som talas lokalt, och att man sedan har lärt sig prata standarditalienska för att kommunicera med utomstående. I synnerhet bland äldre förekommer lokalt att man enbart behärskar att kommunicera på dialekt, även om standarditaliensk hör- och läsförståelse finns.

## Geografisk fördelning
Italienska är det officiella språket i Italien, i de schweiziska kantonerna Ticino och Graubünden och i San Marino. Det är även det andra officiella språket i Vatikanstaten samt på halvön Istrien (Slovenien, Kroatien) som hörde till Italien mellan världskrigen. Italienska talas också av stora invandrargrupper i ej italiensktalande delar av Schweiz, Tyskland, Belgien, Frankrike, Luxemburg, USA, Venezuela, Brasilien, Kanada, Argentina och Australien. 21% av Monacos befolkning talar italienska som modersmål. Språket är användbart även på Korsika på grund av dess likheter med korsikanskan. Italienska talas även i närliggande länder som Albanien och Malta. De flesta invånare i den albanska staden Shkodra är tvåspråkiga, med italienska som andra språk. Nämnas kan också att mindre italiensktalande grupper finns i de delar av Afrika som förr stått under italienskt styre, såsom Somalia, Libyen och Eritrea.

## Fonologi

### Konsonanter
|             | Bilabial | Labiodental | Dental   | Alveolar | Postalveolar | Palatal | Velar  | Labiovelar |
| ----------- | -------- | ----------- | -------- | -------- | ------------ | ------- | ------ | ---------- |
| Klusil      | p \| b   |             | t \| d   |          |              |         | k \| g |            |
| Affrikat    |          |             | ts \| dz |          | ʧ \| ʤ       |         |        |            |
| Nasal       | m        |             |          | n        |              | ɲ       |        |            |
| Tremulant   |          |             |          | r        |              |         |        |            |
| Frikativ    |          | f \| v      | s \| z   |          | ʃ \| (ʒ)     |         |        |            |
| Approximant |          |             |          |          |              | j       |        | w          |
| Lateral     |          |             |          | l        |              | ʎ       |        |            |

Källa:

### Vokaler
|            | Främre | Central | Bakre |
| ---------- | ------ | ------- | ----- |
| Sluten     | i      |         | u     |
| Halvsluten | e      |         | o     |
| Halvöppen  | ɛ      |         | ɔ     |
| Öppen      |        | a       |       |

Källa:

## Grammatik
Huvudartikel: Italiensk grammatik
Italienskan har två genus: maskulinum och femininum. Substantiv som slutar på -o är oftast maskulina och substantiv som slutar på -a är oftast feminina. Substantiv som slutar på -e kan vara antingen maskulina (cirka 70 %) eller feminina (cirka 30 %). Substantiv på -o och -e får i pluralis ändelsen -i och feminina substantiv på -a får ändelsen -e.

### Verb
Italienska verb är mer komplexa än svenska eftersom det finns 8 konjugationer för varje tempus (10) och modus (10). Personliga pronomen utelämnas oftast, eftersom verbets form visar vilken person det gäller. Pronomen används bara för att betona eller uttrycka kontrast.
Exempel på verb:
Presens indikativ av essere, "vara":
singular
(io) sono - jag är (1 pers.)
(tu) sei - du är (2 pers.)
(lui, lei, lei) è - hon/han/det är, Ni är (3 pers.)
plural
(noi) siamo - vi är (1 pers.)
(voi) siete - ni är (2 pers.)
(loro) sono - de är (3 pers.)

Presens indikativ av avere, "ha":
singular
(io) ho - jag har (1 pers.)
(tu) hai - du har (2 pers.)
(lui, lei, lei) ha - hon/han/det har, Ni har (3 pers.)
plural
(noi) abbiamo - vi har (1 pers.)
(voi) avete - ni har (2 pers.)
(loro) hanno - de har (3 pers.)

### Uttal

#### Enkelt förklarat
Italienskan har olika dialekter. För standarditalienskan gäller följande:
- Bokstaven c och kombinationen cc uttalas som ett tʃ-ljud (som i engelskans change) om det följs av e eller i. Annars så uttalas det som ett k-ljud.
- Kombinationen ch och cch uttalas som ett k-ljud.
- Bokstaven g och kombinationen gg uttalas som ett dʒ-ljud (som i engelskans gentle) om det följs av e eller i. Annars så uttalas det som ett hårt g, som i det svenska ordet gata.
- Kombinationen gh och ggh uttalas som ett hårt g, som i det svenska ordet gata.
- Bokstaven z och kombinationen zz uttalas [ts]. zz uttalas också [dz].
- Bokstaven h uttalas inte.
- Kombinationen qu uttalas [kw].
- Kombinationen sc uttalas [ʃ] (som i engelskans sheep) om det följs av e eller i. Annars uttalas det [sk].
- Kombinationen gn uttalas [nj].
- Kombinationen gl uttalas [lj].

#### Mer detaljerat
Det italienska talade och skrivna språket har en tät korrelation, med avseende på hög regelbundenhet däremellan. Lånord kan därför anta särskilda italienska stavningar för att kunna följa uttalsreglerna. Ett exempel på detta är italienska ordet för "OK", occhei. Här är uttalet närmast identiskt med det amerikanska ursprunget, på bekostnad av den förvrängda stavningen. Eftersom italienskan är hårt regelbunden skulle ofta krävas en anpassning av lånord till italiensk språkmelodi och stavningsregler.
Bokstaven H är stum och används i synnerhet för att skifta uttalet av föregående konsonant i fallet med C och G. Likt svenskan delar italienskan upp vokaler i hårda: A, O, U (i svenskan även Å), och mjuka: E, I (i svenskan även Y, Ä, Ö). Och precis som i svenskan skiftar uttalet av vissa konsonanter om efterföljande vokal är mjuk eller hård. Även bokstaven I har på detta sätt en liknande funktion som H, även om bokstaven I för övrigt inte är stum. Genom att införa ett H eller I efter C eller G kan uttalet skiftas mellan mjuk och hård.
Några exempel:
- ciao [tʃao] - hej, hejdå

I ciao är i uttalsskiftande och stumt för att c i början av ordet ska uttalas motsvarande ch i engelska ordet chair.
- macchina ['makkina] - bil, maskin, kamera m.fl.

I macchina är h uttalsskiftande (och stumt) för att cc i mitten av ordet ska uttalas motsvarande k i svenska ordet karta.
- giallo ['dʒallo] - gul

I giallo är i uttalsskiftande och stumt för att g i början av ordet ska uttalas motsvarande j i engelska ordet jacket.
- ghetto ['getto] - getto/ghetto

I ghetto är h uttalsskiftande för att g i början av ordet ska uttalas motsvarande g i svenska ordet gata.

## Jämförelse med andra romanska språk
"Hon stänger alltid fönstret innan hon äter middag."
Lei chiude sempre la finestra prima di cenare. (italienska)
Ella cierra siempre la ventana antes de cenar. (spanska)
Ela fecha sempre a janela antes de jantar. (portugisiska)
Ella tanca sempre la finestra abans de sopar. (katalanska)
Elle ferme toujours la fenêtre avant de dîner. (franska)
Ea închide întodeauna fereastra înainte de cina. (rumänska)
Och rotspråket latin:
Fenestram semper clausit ante cenat. (normal ordföljd)
(Ea) clausit semper fenestram ante cenat. (som de andras ordföljd)

## Exempeltext
La Toscana
La Toscana è una regione situata nel centro d'Italia. Questa regione, e specialmente la città di Firenze, ha una posizione centrale geograficamente e culturalmente.
Molti grandi personaggi della cultura italiana sono toscani: Dante Alighieri, Leonardo da Vinci, Michelangelo e Galileo Galilei, vissuti nel 1200 - 1500. Fra i toscani celebri nel 2000 ci sono: Andrea Bocelli, cantante, e Roberto Benigni, premio Oscar per il film "La vita è bella".
La cucina toscana è semplice e genuina. Una delle specialità è la fiorentina, una grande bistecca di 700 - 800 grammi. Con uno dei vini eccellenti della regione, il Chianti per esempio, è un pasto ideale.
Ur boken Prego 1, av Britta Mangili och Serena Prina. Sanoma Utbildning, Sverige, första upplagan, februari 2006.

## Fraser
| Ciao!                             | Hej!; Hejdå!                                 |  |  |  |  |  |  |
| Salve!                            | Hej!                                         |  |  |  |  |  |  |
| Arrivederci!; Arrivederla!        | Hejdå!                                       |  |  |  |  |  |  |
| Addio!                            | Adjö!                                        |  |  |  |  |  |  |
| Buongiorno.                       | God dag.                                     |  |  |  |  |  |  |
| Buonasera.                        | God kväll.                                   |  |  |  |  |  |  |
| Come stai?                        | Hur mår du?                                  |  |  |  |  |  |  |
| Bene, grazie!                     | Bra, tack!                                   |  |  |  |  |  |  |
| Scusi?                            | Ursäkta?                                     |  |  |  |  |  |  |
| Mi scusi?                         | Ursäkta mig?                                 |  |  |  |  |  |  |
| Per favore.                       | Vara snäll och.; Tack. (på engelska: please) |  |  |  |  |  |  |
|                                   |                                              |  |  |  |  |  |  |
| Grazie!                           | Tack!                                        |  |  |  |  |  |  |
| Prego.                            | Varsågod.; För all del.                      |  |  |  |  |  |  |
| Mi chiamo Valeria.                | Jag heter Valeria.                           |  |  |  |  |  |  |
| Come ti chiami?                   | Vad heter du?                                |  |  |  |  |  |  |
| Come si chiama?                   | Vad heter Ni?                                |  |  |  |  |  |  |
| Ho venti / trenta / quarant'anni. | Jag är tjugo / trettio / fyrtio år gammal.   |  |  |  |  |  |  |
| Sì.                               | Ja.                                          |  |  |  |  |  |  |
| No.                               | Nej.                                         |  |  |  |  |  |  |
| Di dove sei / di dov'è Lei?       | Var kommer du ifrån? / Var kommer ni ifrån?  |  |  |  |  |  |  |
| Parli / parla italiano?           | Talar du / ni italienska?                    |  |  |  |  |  |  |
| Non parlo molto bene l'italiano.  | Jag talar inte italienska så bra.            |  |  |  |  |  |  |
| Mi piace l'italiano.              | Jag gillar italienska.                       |  |  |  |  |  |  |
| Capisco.                          | Jag förstår.                                 |  |  |  |  |  |  |
| Non capisco.                      | Jag förstår inte.                            |  |  |  |  |  |  |
| Dov'è... / Dove sono...?          | Var är...? (singular/plural)                 |  |  |  |  |  |  |
| Parlo inglese, francese, tedesco. | Jag talar engelska, franska, tyska.          |  |  |  |  |  |  |
| Aiuto!                            | Hjälp!                                       |  |  |  |  |  |  |
| Ti amo.                           | Jag älskar dig.                              |  |  |  |  |  |  |